# Оціночне обумовлення
Оцінювальне обумовлення визначається як зміна валентності стимулу, яка зумовлена сполученням цього стимулу з іншим позитивним або негативним стимулом. Перший подразник часто називають умовним, а другий — безумовним. Умовний подразник стає більш позитивним, коли він поєднується з позитивним безумовним подразником, і більш негативним, коли він поєднується з негативним безумовним подразником. Оціночне обумовлення, таким чином, відноситься до формування або зміни ставлення до об'єкта внаслідок простого спільного існування цього об'єкта з іншим об'єктом.
Оціночне зумовлення є формою умовного рефлексу, введеного в науковий обіг Іваном Павловим, оскільки воно передбачає зміну відповідей на умовний стимул, що є результатом поєднання умовного стимулу з безумовним. У той час як умовний рефлекс може стосуватися зміни будь-якого типу відповіді, оціночне обумовлення стосується лише зміни оціночних реакцій на умовний стимул, тобто зміни симпатії умовного стимулу.
Класичним прикладом формування установок через обумовлення є експеримент 1958 року Стаатса і Стаатса. Спочатку досліджуваних попросили вивчити список слів, представлений візуально, а потім перевірили, як вони його запам'ятали. Потім вони зробили те саме зі списком слів, представленим усно, що підготувало ґрунт для критичної фази експерименту, яка полягала в оцінці здатності суб'єктів навчатися одночасно за допомогою зорового та слухового каналів. Під час цієї фази досліджуваним візуально показували набір назв національностей, зокрема, голландської та шведської. Приблизно через секунду після того, як на екрані з'являлася національність, експериментатор оголошував слово вголос. Більшість цих останніх слів, жодне з яких не повторювалося, були нейтральними (наприклад, chair, with, twelve). Однак, серед них було кілька позитивних слів (наприклад, подарунок, священний, щасливий) і кілька негативних слів (наприклад, гіркий, потворний, невдача). Ці слова систематично поєднувалися з двома національностями умовних стимулів таким чином, щоб одна з них завжди з'являлася з позитивними словами, а інша — з негативними. Таким чином, випробування на обумовленість були вбудовані в потік візуально представлених назв національностей і усно представлених слів. Після завершення фази кондиціонування учасників спочатку попросили пригадати слова, які були представлені візуально, а потім оцінити їх, імовірно, тому, що їхнє ставлення до цих слів могло вплинути на їхнє навчання. Обумовленість була успішною. Національність, яка була пов'язана з більш позитивними безумовними стимулами, була оцінена як більш приємна, ніж та, що була пов'язана з негативними безумовними стимулами.